# Kamieniec (gmina Kłecko)
Kamieniec (niem. Steindorf) – wieś w Polsce położona w województwie wielkopolskim, w powiecie gnieźnieńskim, w gminie Kłecko.
Wieś królewska należąca do starostwa kłeckiego, pod koniec XVI wieku leżała w powiecie gnieźnieńskim województwa kaliskiego. W latach 1975–1998 miejscowość należała administracyjnie do województwa poznańskiego.

## Historia
Kamieniec był własnością Bolesława Pobożnego, który w 1271 r. podarował wieś braciom: Jakubowi, Wojciechowi i Andrzejowi Miłostanom, w nagrodę "za wierne i nader pożyteczne usługi". Bracia Miłostanowie podczas wojny ukryli księcia, ratując mu w ten sposób życie. W 1735 r. wieś była własnością woźnych królewskich, którym nadano przywileje, podobne do przywilejów szlacheckich. Przed 1608 r. mieszkańcy Kamieńca, z własnych dochodów, wybudowali drewniany kościół, który istniał aż do 1851 roku. 